# 鱼柳

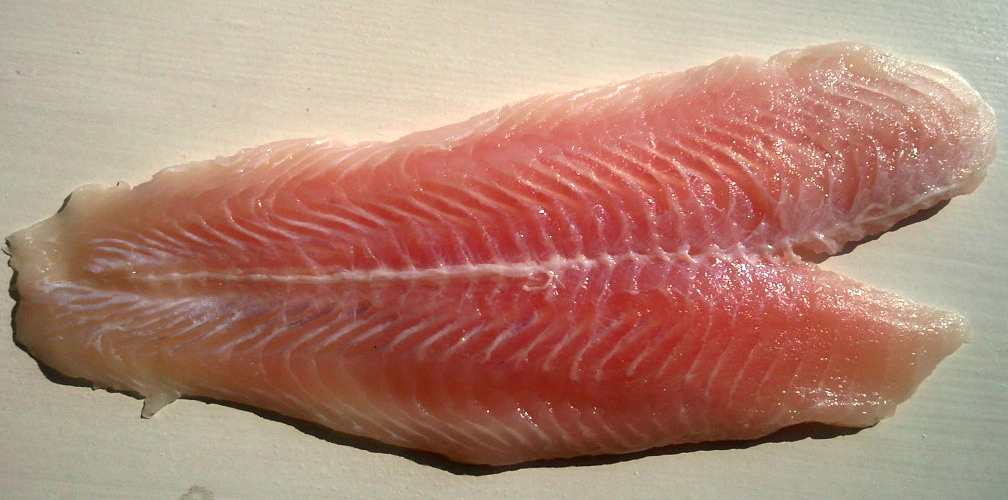
魚柳

魚柳是一種魚肉，人們把沿著魚脊椎骨切下的魚肉稱為魚柳。人們切割時刀的方向與魚脊椎骨平行。在切割魚肉前，應該先去除魚身上的鱗片。魚胃內的食物也要去除。另外魚柳不含魚刺。